# Petro Pakhnyuk
Petro Volodymyrovych Pakhnyuk (en ukrainien, Петро Володимирович Пахнюк, né le 26 novembre 1991 à Kiev) est un gymnaste ukrainien puis azerbaïdjanais (2014-2016). Il concourt à nouveau sous les couleurs ukrainiennes en 2017.

## Carrière sportive
Il est médaillé d'argent par équipe à l'Universiade d'été de 2003 puis médaillé de bronze par équipe aux Jeux européens de 2015. A l'Universiade d'été de 2017, il est médaillé d'argent par équipe et aux barres parallèles.
Il est médaillé de bronze aux barres parallèles aux Championnats d'Europe de gymnastique artistique 2019. Aux Jeux européens de 2019, il obtient la médaille de bronze au sol.
Aux Championnats d'Europe de gymnastique artistique masculine 2020, il est médaillé d'or par équipes et médaillé d'argent aux barres parallèles.